# 消火器

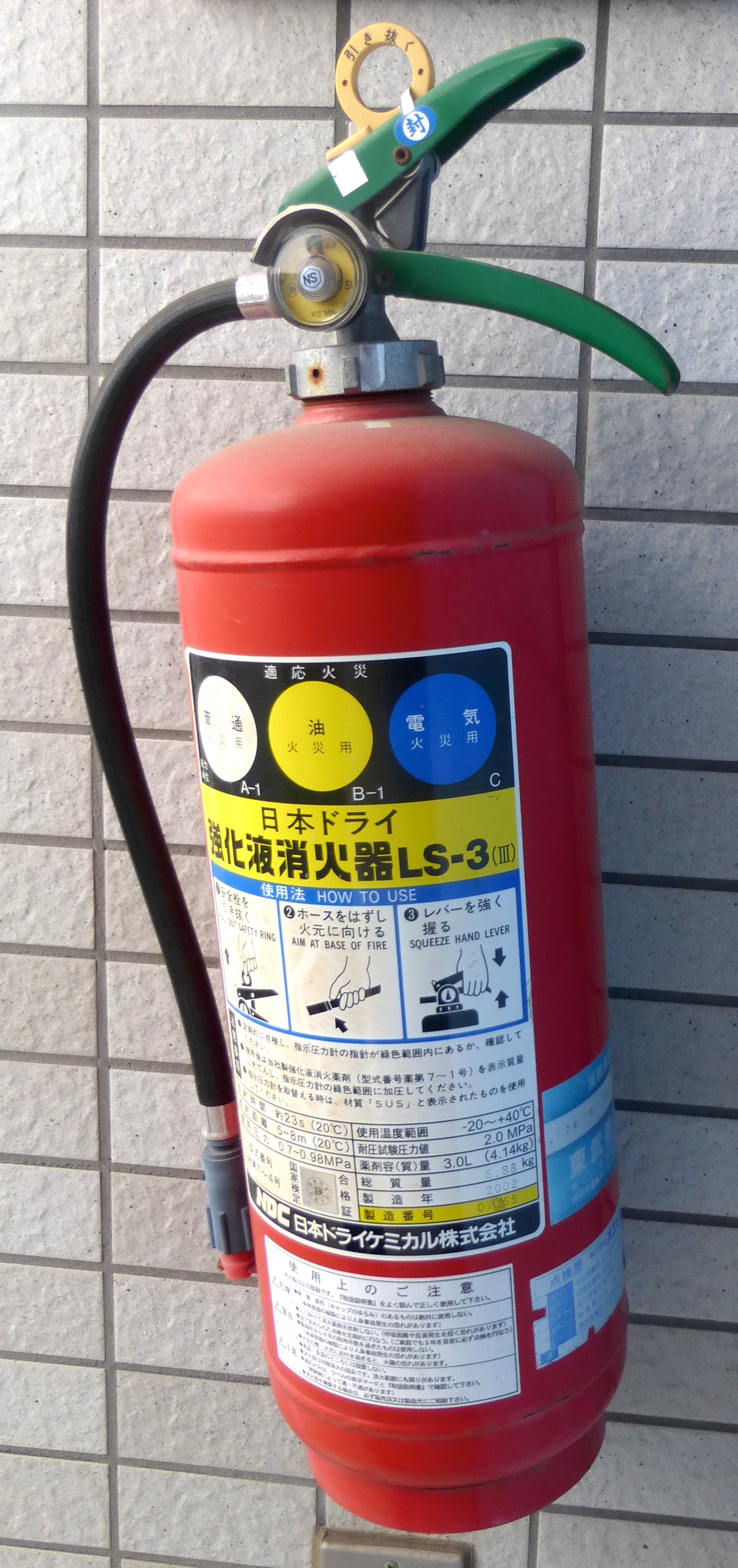
日本の消火器

消火器（しょうかき、英: fire extinguisher）は、初期段階の火災を消火するための可搬式または半固定式の消防用設備。

## 歴史
アンブローズ・ゴッドフリーは1723年、消火に関する発明を完成させ、同年11月12日に特許を取得した。

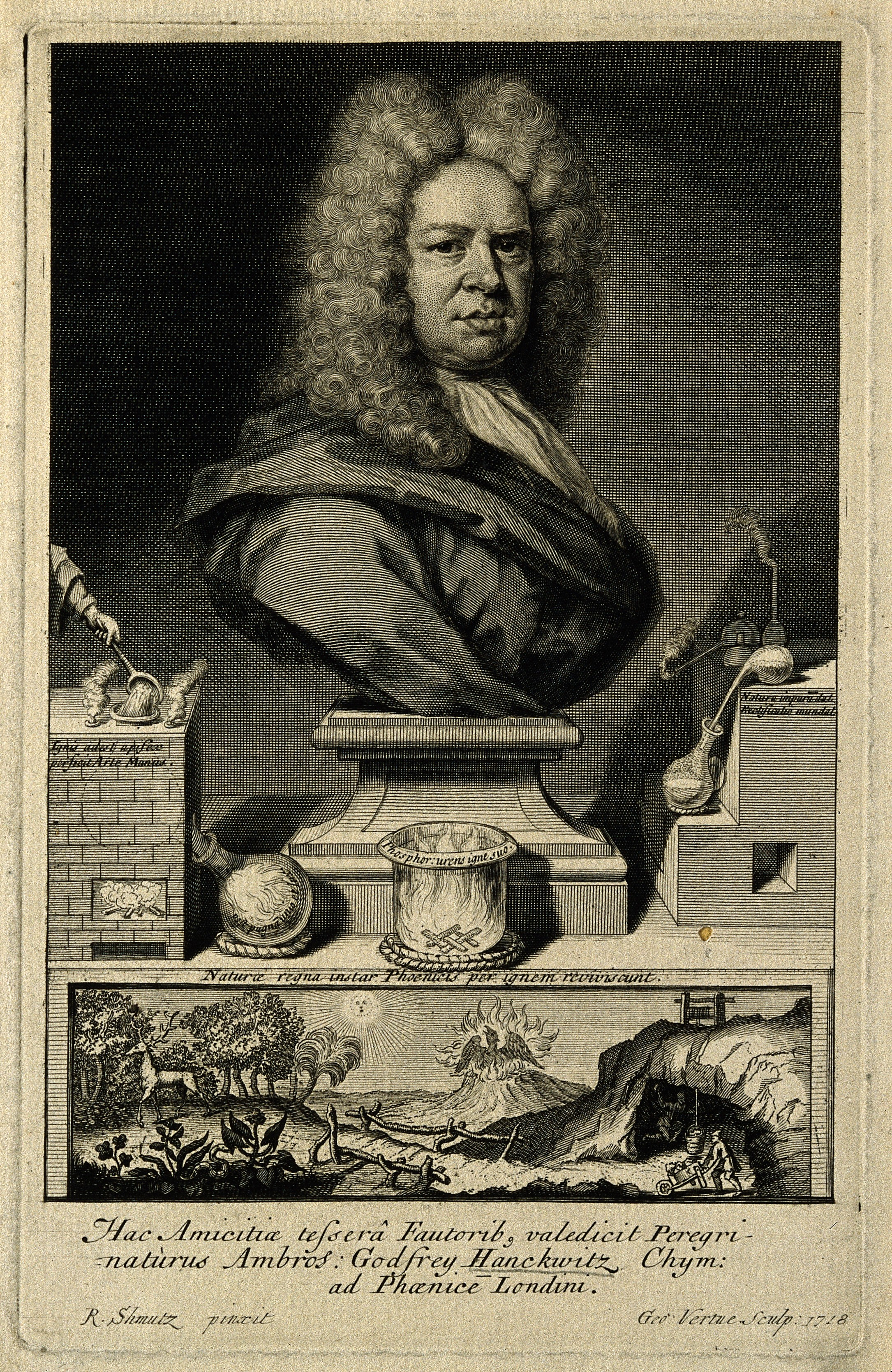
アンブローズ・ゴッドフリーの肖像

19世紀初頭に、イギリスの軍人が消火剤を用いて持ち運びできる消火器を考案した。仕組みは、金属製の筒に消化剤として炭酸カリウムを入れて圧縮空気で噴射する。
前近代において、人力式ポンプによる注水消火器は18世紀中頃にオランダから伝わり、その後、竜吐水と呼称されて（雲竜水に改良されるなど）、明治期まで用いられる（詳細は「竜吐水」を参照。この頃より手押し式水鉄砲も用いられる）。
近代的消火器が日本に初めて伝わったのは、1872年に行われた西京博覧会で、アメリカから出品された時だった。当時は「火災消防器械」と言われていた。日本で初めて製造販売された消火器は、1895年に丸山商会（現丸山製作所）で造られた硫曹式消火器（硫酸と重曹水を化合させて放射する方式）で、その後に改良が進み1965年には現在でも一般的になったABC消火器が、多くの会社から販売されるようになった。

## 消火原理
消火器は冷却作用、窒息作用、抑制作用の応用により消火する。
冷却作用
注水等による冷却により燃焼温度を奪って消火する。
窒息作用
酸素を遮断するか、濃度を薄くして消火する。
抑制作用
燃焼の反応を抑えて消火する。負触媒効果ともいう。
粉末消火薬剤、ハロゲン化物消火薬剤が持つ特殊な作用である。

## 火災と適応消火器

### 日本
日本の消防法では、対応する火災により以下の3種類が表示されている。
A火災（普通火災）用
紙、木、繊維、樹脂など、主として固形物が燃える一般的な火災に適応。
B火災（油火災）用
油、ガソリンによる火災に適応。
C火災（電気火災）用
電気設備の火災に使用可能。
実際は表示されていても実用的でなかったり、特例で適応が認められたりする場合も多い。しかし、高圧変圧器の火災に泡消火器を用いる等の最悪の組み合わせは避けられる。
1962年1月1日から消火器には3種類の円型マークがあり、これにより消火器が適応する火災が分かるようになっている。
1970年から円形マークの色地の円に文字が書かれるようになった。
2011年1月1日、老朽化した消火器の破裂事故などをふまえて行われた法改正（平成22年総務省令第111号「消火器の技術上の規格を定める省令の一部を改正する省令」）により、適応火災の表示マークも改正され、色地の円に文字しか書かれていなかったものがイラストに切り替わった。
- A火災 - 旧） 白地に黒文字で「A火災（普通火災）用」　→　現行） 白地に火の出たゴミ箱とたき火のイラスト(ゴミ箱・たきぎは黒のシルエット、炎は赤)
- B火災 - 旧） 黄色地に黒文字で「B火災（油火災）用」　→　現行） 黄色地に灯油缶と流れ出た油が燃えているイラスト(灯油缶・油は黒のシルエット、炎は赤)
- C火災 - 旧） 青地に白文字で「C火災（電気火災）用」(黒文字でないのは見づらくなるため)　→　現行） 青地に黄色の雷(かみなり)のイラスト

### アメリカ
アメリカの消防法令では、下記の5種類の表示が用意されている。
- A (Common Combustibles) - 普通火災、日本のA火災に相当。緑色で表記。
- B (Flammable Liquids & Gases) - ガソリン、プロパンガスなどの火災。赤色で表記。
- C (Live Electrical Equipment) - 電気火災、日本のC火災に相当。青色で表記。
- D (Combustible Metals) - マグネシウムやリチウムなど金属の急速酸化火災。黄色の星形で表記。
- K (Cooking Media) - サラダ油などの調理火災。黒色で表記。

## 日本の消火器

### 定義
消防用設備等の技術上の審査基準では、消火器と簡易消火用具を総称して「消火器具」という。

#### 消火器の定義
消防用設備等の技術上の審査基準では、消火器は「水その他消火剤を圧力により放射して消火を行う器具で人が操作するもの（固定した状態で使用するもの及びエアゾール式簡易消火具を除く。）」と定義される。固定した状態で使用するものやエアゾール式簡易消火具は除外されている。

#### 簡易消火用具
消防用設備等の技術上の審査基準の「消火器具」のうち、「簡易消火用具」とは、水バケツ、水槽、乾燥砂、膨張ひる石及び膨張真珠岩をいう。
消防法施行令第32条は「この節の規定は、消防用設備等について、消防長又は消防署長が、防火対象物の位置、構造又は設備の状況から判断して、この節の規定による消防用設備等の基準によらなくとも、火災の発生又は延焼のおそれが著しく少なく、かつ、火災等の災害による被害を最少限度に止めることができると認めるときにおいては、適用しない。」としており、この消防法施行令第32条の特例により投てき用消火弾、三角消火バケツ等には簡易消火用具の代替として認められているものがある。

### 消火器の設置基準

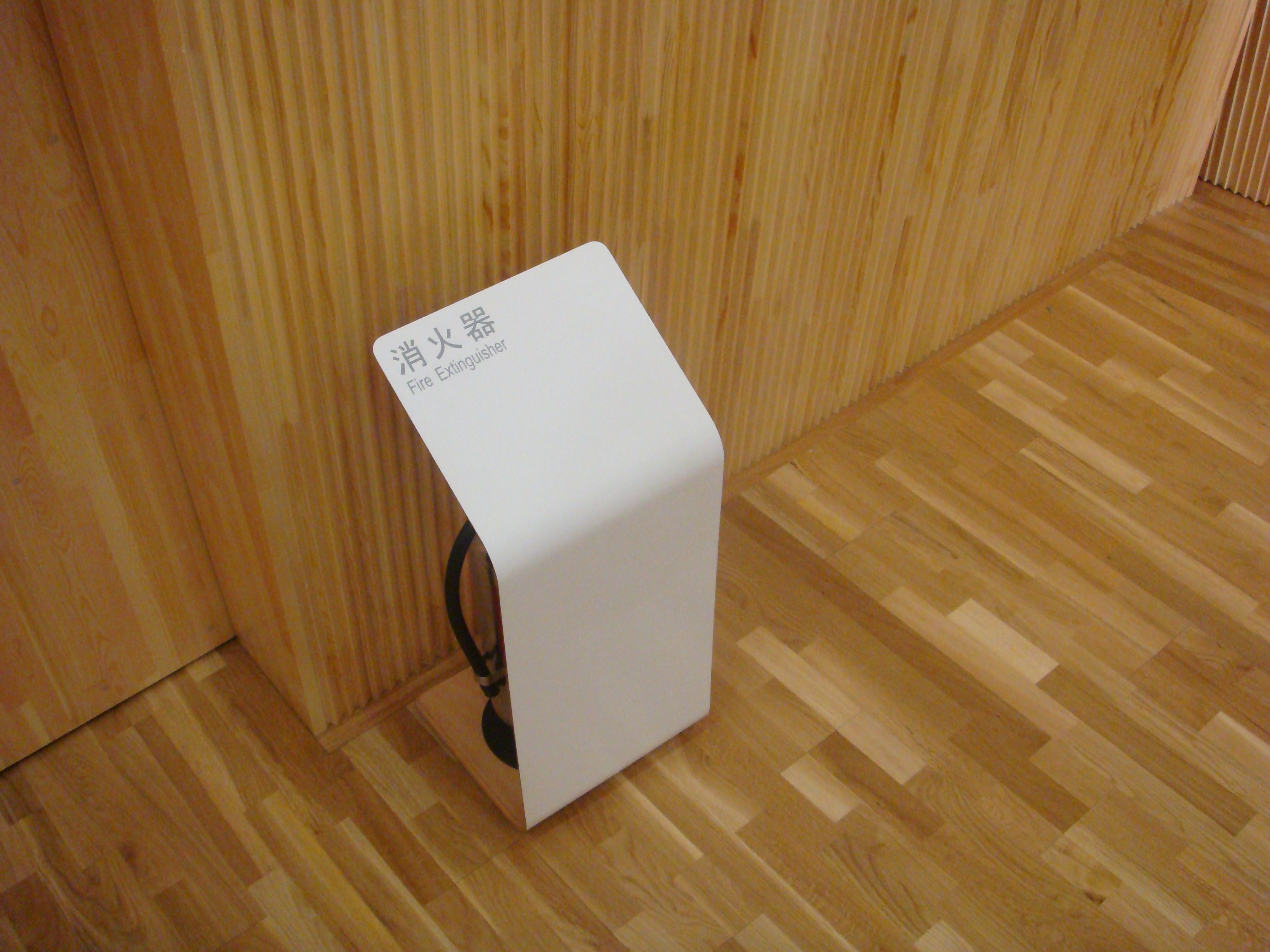
赤色の本体を表に見せない設置スタイル

#### 消防法における設置基準
消防法により一定の防火対象物には消火器の設置が義務付けられている。基準は建築物の種類、面積などによる。
階ごとに、階各部分から消火器への歩行距離が20 mになるようにし（大型消火器の場合は30 m）、「消火器」と表示した標識を設置する。
床面が濡れる可能性がある場所では、底部が腐蝕して消火器が破裂することがないよう、消火器は専用の消火器格納庫や消火器設置台などを用いて床面よりも高い位置に設置・保管される。屋外など全体に水が掛かる可能性がある場所では専用の消火器格納箱に収納する。
消火器の能力を示す数値として能力単位がある。消火できた火災模型の種類・数によって表される。この実験によりいずれかの数値が1以上でないと消火器と認められない。Aは普通火災で、第一消火試験で1以上（大型消火器は10以上）、Bは油火災を言い第二・第三消火試験で1以上（大型消火器は20以上）の数値が能力単位を示す。Cは電気火災を表し数値はない。
また、ABC粉末消火器のようにA火災能力単位が大きくても実際には再燃の危険が大きかったり、強化液消火器のようにB火災能力単位が付与されていても、効果的とは言い難かったりするので、能力単位のみで消火器の性能を評価するのは危険である。
平成22年、老朽化した消火器が破裂し負傷者が出る事故などが相次いだため、総務省は省令第111号「消火器の技術上の規格を定める省令の一部を改正する省令」を発し、平成23年1月1日より消火器の規格を改正した。これにより、同年12月31日をもって旧規格の消火器はすべて型式失効となり販売及び設置が禁止された。ただし、これに際し、旧規格の消火器であってもすでに事業所内に設置されている場合は、機能に異常がなければ平成33年（※原文ママ。実際には令和3年）12月31日まで設置しておいてもよいという特例期限が設けられている。「機能に異常がなければ」とは、製造から10年経過した物は耐圧性能を点検しなくてはならない、内部点検・機能点検を加圧式消火器にあっては3年、蓄圧式消火器にあっては5年ごとに実施しなければならない、というものである。なお、一般の住宅には消火器の設置義務は無い（市区町村等の条例に規定される場合を除く）ことから、旧規格の消火器が設置されていても型式失効による交換義務は発生しない。

#### 道路運送車輌の保安基準における設置基準
道路運送車輌の保安基準により一定の道路運送車輌に消火器の設置が義務付けられている。
なお、消火器の設置が義務付けられている自動車は以下の通りである。
- 火薬類（第51条第2項各号に掲げる数量以下の物を除く）を運送する自動車
- 危険物（政令別表に掲げる数量以上）を運送する自動車
- 別表第一に掲げる数量以上の可燃物を運送する自動車
- 150 kg以上の高圧ガス（可燃性ガス及び酸素に限る）を運送する自動車
- 前各号に掲げる火薬類、危険物、可燃物又は高圧ガスを運送する自動車を牽引する牽引自動車
- 放射性物質を運送する自動車
- 乗車定員11人以上の自動車
- 乗車定員11人以上の自動車を牽引する牽引自動車
- 幼児専用車

#### 船舶安全法における設置基準
船舶安全法により一定の船舶には消火器の設置が義務付けられている。なお、船舶は船舶用しか設置できない。

### 消防法上の消火器

#### 国家検定制度
消防法による国家検定制度があり、これに合格した物でないと販売・陳列できない。一般的に普及している消火器は加圧式ABC粉末消火器である。国家検定を受けた小型消火器は、化学泡消火器および一部の自動車用消火器を除き、1981年（昭和56年）に行われた規格改正により各社で操作法が規格統一され、「安全栓を抜く、ノズルを火元に向ける、レバーを握る」の3つの操作で誰でも使用できる。

#### 点検・詰替え・廃棄
消防法により設置義務のある防火対象物に設置されたものは常時使用し得る状態か、6箇月に一度の点検が義務付けられている。防火対象物によって資格者でないと点検できないものもある。適用資格は、消防設備点検資格者1種及び消防設備士乙種第六類。なお、消火薬剤の交換ほか整備については、消防設備士の資格が必要となる。
住宅には設置・点検義務は無いが、住宅用消火器は5年、普通の消火器であれば10年で交換することが望ましい。特に加圧式粉末消火器は容器やキャップに錆、変形をきたした物は絶対使用せずに新しいものに取替える必要がある。加圧式粉末消火器の破裂はその多くが死亡を含む重大事故となる。
薬剤が劣化し絶対に詰替えなければならない消火器は化学泡消火器のみであり、普及している粉末消火器は必ずしも詰め替えの必要は無いが、設置年数が極めて長い物は稀に吸湿・固化することがあるので、法による点検義務が無い家庭用等は5年を目処に点検を兼ねて詰め替えるのが良い。
粉末消火器の簡単な判別法としてたまに上下逆さにしてよく振り、消火器内部で粉末がサラサラと流動するか確かめる方法がある。加圧式粉末消火器はキャップや容器の緩み、錆び、容器の変形に特に留意し、異常があれば廃棄処分する。
蓄圧式は極めて稀に蓄圧ガスの漏洩があるので、圧力計の針が緑色範囲内を示しているかを確かめる。強化液・機械泡は変質のおそれが無いので放射しない限り詰め替える必要は無く、単に圧力計に注意していれば良い。安全栓が悪戯等によって抜かれた場合は、必ずレバーの動きを止めるストッパーの支柱を起こしてから安全栓を再度差し込む。使用済み表示装置の「OKマーク」「goodマーク」「LOCKマーク」「使用可マーク」「封マーク」が脱落している場合は使用された危険があるので、消防設備士による点検を乞う。
消火器の廃棄については多くの自治体で一般ごみとしての回収が出来ないため、専門業者に依頼する。現在では消火器メーカーの業界団体である一般社団法人日本消火器工業会による全国的なリサイクルシステムが構築されている。詳細は消火器リサイクルシステムを参照。

## 米国の消火器

### 認証制度
消火器等に関しては保険業者安全試験所（Underwriters’Laboratories,）規格やFM（Factory Mutual）規格がある。

### 販売規制
消防用機器の販売規制に関する直接的な連邦法はないが、労働安全衛生庁（Occupational Safety and Health Administration）のOSHA規則は第三者認証機関の認証が必要であるとしており、商業建築物や公共建築物等の消防用機器は認証が必要である。
また州法でも多くの州で消防用機器を販売するためには、その製品が第三者認証を受けている必要がある。

## 英国の消火器

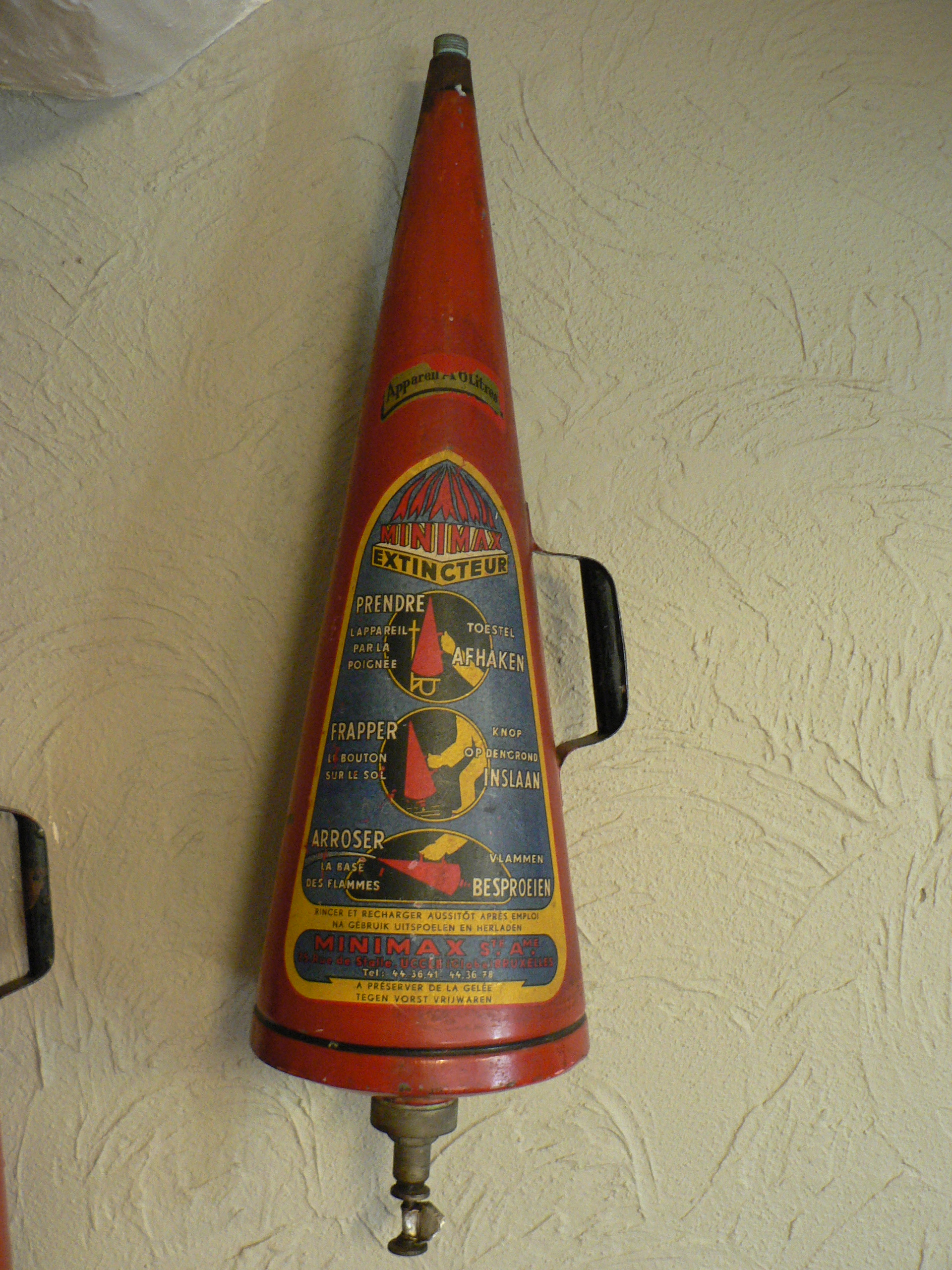
イギリスのMinimax Limitedが製造したMinimax消火器

### 認証制度
イギリスでは非営利民間機関である UKAS（The United Kingdom Accreditation Service）が、英国政府と協定を結ぶ消防用機器の唯一の認定団体となっており、UKASに認定されているBRE Global Limited や BSI（British Standards Institution）が消火器に関する規格を定めている。

### 販売規制
イギリスでは付属技術仕様書のガイドラインで、独立評価機関による認証制度（Independent Schemes of Certification and Accreditation）の活用が記載されており、消防用機器についても独立認証機関が認証した
製品や設置業者であることが求められる。

## 消火器の分類
消火器は使用する消火薬剤、薬剤の放射方式、形態などにより、いくつかに分類される。

### 消火薬剤による分類

#### 水消火器
かなりの種類があるが、現在製造されているのは汚損を嫌う用途に蓄圧式で噴霧ノズルを持つ純水を用いた浸潤剤等入り水消火器があるのみであり、これが対応する火災は普通火災と電気火災である。なお、純水は不導体であるが、後者の火災には感電に対する十分な安全確保が必要である。原理的には水バケツと同じだが、水バケツは法令上簡易消火用具とされ、消火器ではない。消火の作用は冷却によるものである。

##### 酸アルカリ消火器

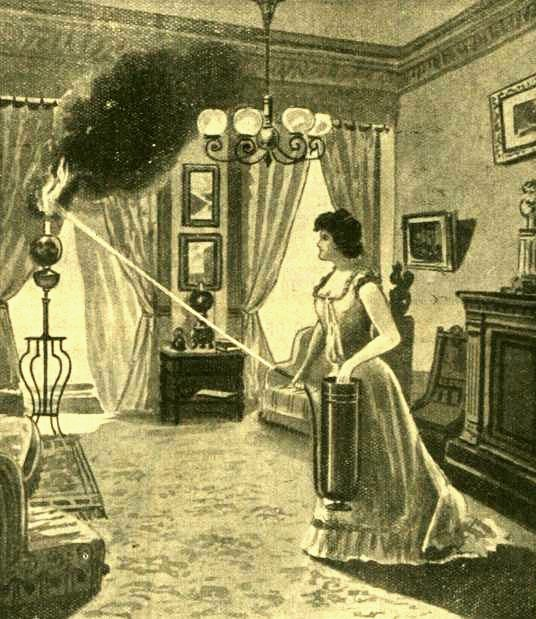
転倒式酸アルカリ消火器を操作する婦人、1904年の米国の広告

濃硫酸と炭酸水素ナトリウム（重曹）水溶液を反応させて、発生した二酸化炭素の圧力で薬剤を放出する。最も歴史の古い消火器の一つで、硫酸の入ったガラス瓶を消火器外から押し金具で割り、炭酸水素ナトリウム水溶液と反応させる「破瓶式」やハンドルを回して瓶を破る「硫酸瓶回転式」、外側のガラス瓶に粉末の重曹を詰めその内側に硫酸アンプルを入れた「二重瓶式」、欧米では主流である化学泡消火器同様、転倒して反応させる「転倒式」などが製造されていた。
しかしこれらは、アンプルの割れ方によって反応が一定でないことや、薬剤の詰め替え時にガラス破片の扱いに注意を要するなどの問題があるため、1951年の規格改正では硫酸アンプルを網篭に入れて破砕混合される方式の「破瓶式」に限定される（ただ、規格改正後も転倒式は製造されていた）。これにより、安定した消火能力を示し、詰め替えも容易になった。消火作用の実質は水と殆ど変わりないが、当時としては強力に噴出する性質が好まれたようである。8 Lのバケツの水は3個でA-1の能力しか持たないが、10 L程度の酸アルカリ消火器はA-2ないしはA-3の能力を有していたようである。しかし、適応火災が木材や紙・布などが燃える普通火災のみであり、詰め替え時には硫酸瓶を扱わねばならぬ上、使用時には遊離した硫酸で腐食の問題もあり1972年頃に生産されなくなった。
- 対応する火災
  - 普通火災
  - 電気火災（噴霧ノズルを持つ物）

##### 水槽付きポンプ消火器

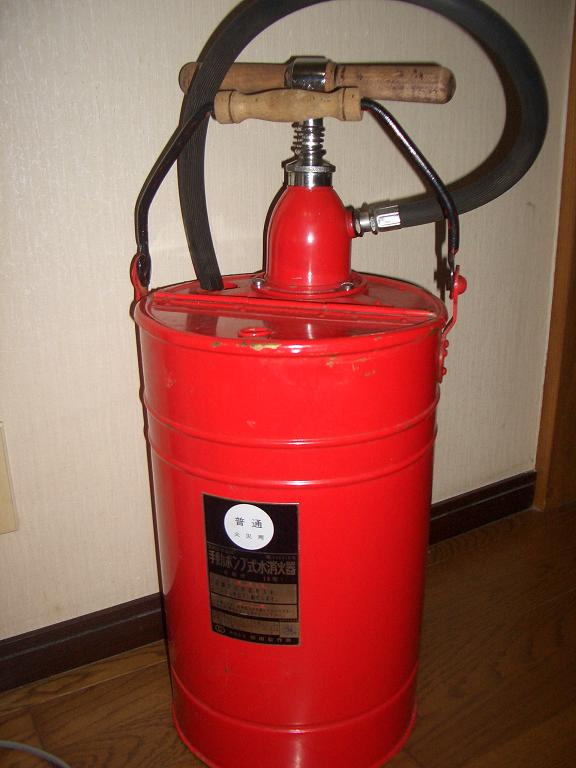
16L入り水槽付きポンプ消火器

水槽に手押しポンプを付けた物、現在では製造されていない。国内では4ガロン(約15L)入りが多かったようである。欧米では未だ2.5ガロン(約9L)入り程度の物が製造されている。国内では郵便局、紡績工場、デパート等で採用されていた。
- 対応する火災
  - 普通火災
  - 電気火災（噴霧ノズルを持つ物）

##### 加圧式水消火器
炭酸ガス加圧式。日本では昭和40年代まで、主に8リットルタイプのものがデパートなどでよく設置されていた。大型水消火器としても加圧式が用いられた。現在でも多くの民間旅客機がキャビンに搭載しているが、一般での使用は現在は無い。破裂の危険性や使用時にしか動作が確認できないなど、問題点も多い。
- 対応する火災
  - 普通火災
  - 電気火災（噴霧ノズルを持つ物）

##### 蓄圧式水（浸潤剤等入り）消火器
「水」に消火能力を高めるため、植物から抽出した多糖類とリン酸塩等を添加した薬剤を使用していた。浸透性と再燃防止効果が優れており、従来の水消火器や酸アルカリ消火器と比べ、約3倍の消火効力を有する。メリヤス工場やデパート倉庫などで広く使用されてきた。近年では純水の溶剤に浸潤剤を配合し、精密機械や電子機器にかかった場合でも、乾燥後に不純物を残さないものが製造されている（ミヤタ「クリーンミスト」、ヤマト「アクアシューター」、ハツタ「ピュアウォーター」など）。米国では何も添加していない水道水を用いるものが多いが、現在日本では製造されていない。かつては油火災にも適応を持つ浸潤剤等入り水消火器（ヤマト「ウォータージェル」、ユージー(旧中央機器製作所)「ニュートラー」）があったが、この機種は現在製造されていない。
- 対応する火災
  - 普通火災
  - 油火災（浸潤剤等を添加し、かつ噴霧ノズルを持つ物の一部：現在は製造されていない）
  - 電気火災（噴霧ノズルを持つ物）

#### 強化液消火器

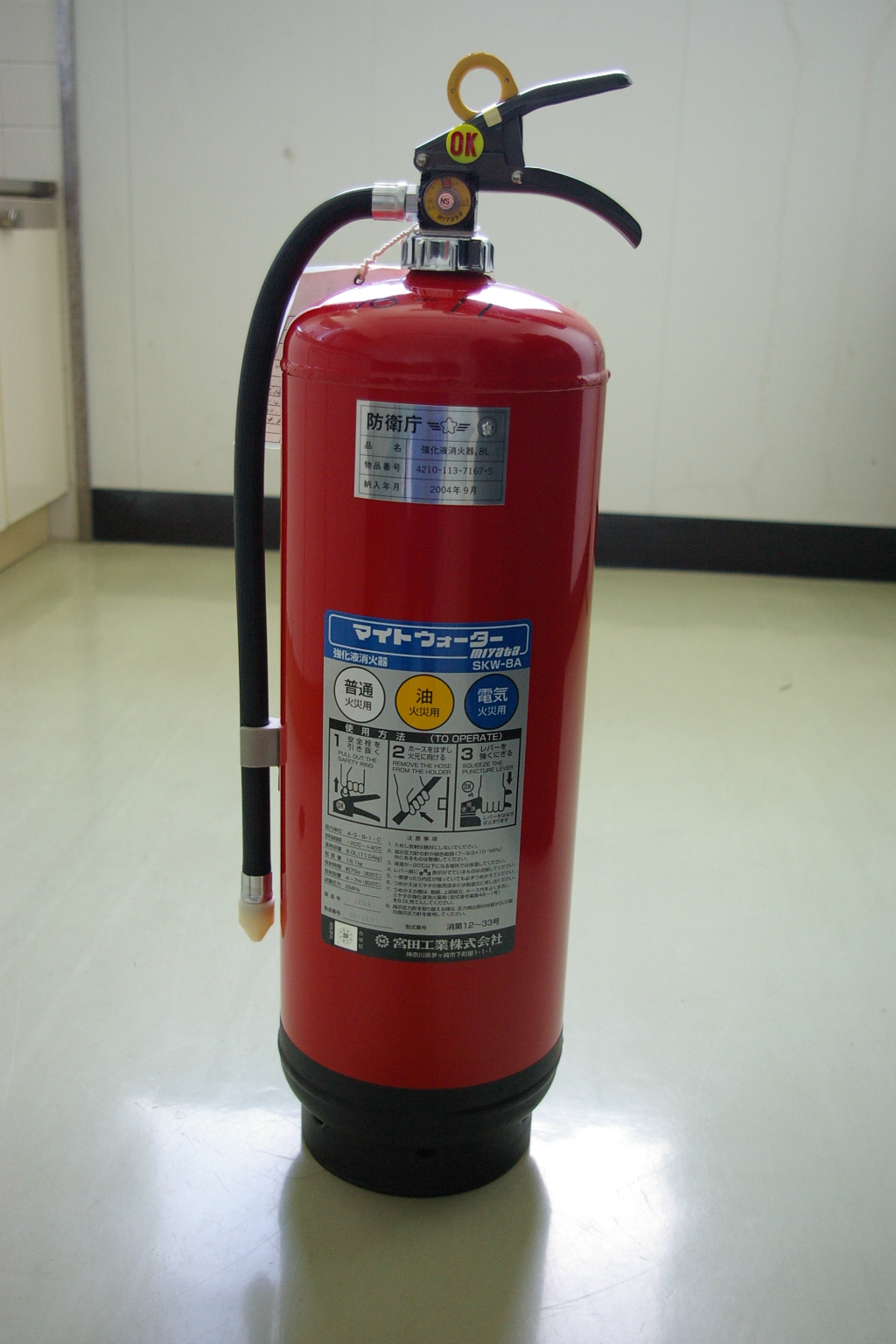
強化液消火器

炭酸カリウムの濃厚な水溶液を薬剤とする。pH約12の強アルカリ性。薬剤は無色透明だが、水と区別するために淡黄色に着色される場合もある。
かつては酸アルカリ消火器と同じ構造のものがあったが、現在の製品は噴霧ノズル付きの蓄圧式である。大型消火器（60リットル入り）は炭酸ガス加圧式であり、噴射を棒状と噴霧を選択できるノズルを持つ。手さげ式の物は放射時間は20 - 60秒前後、放射距離は3 - 8 m程度である。
消火の作用は冷却と抑制によるものである。特に天ぷら油火災に対しては、主成分の炭酸カリウムと油脂が反応（鹸化）し高温の油を瞬時に不燃化するため、最も有効な消火器と言える。このため欧米では厨房用の消火器とされる場合が多い。ガソリン等の鉱物油火災にも適応するが、薬剤容量の十分なものを設置するなど、能力に注意すべきである。木材や紙等の普通火災に対しては冷却作用と脱水炭化作用により消火する。強力な抑制作用をもち、消火（消炎）速度も非常に速い。
これらの特徴から、住宅用消火器として粉末消火器に並んでよく用いられる。機械泡消火器や強化液消火器等の水系消火器とABC粉末消火器を併置するように指導する消防機関も多い。
薬剤は強アルカリ性であり、人体に対する刺激が比較的強いので、目などに入った際は水道水で充分洗い流す。皮膚にも長時間触れさせるべきでない。また電気火災にも使用できるが、一旦薬剤を浴びた電気機器は絶縁が悪くなったり錆びたりするので実際的ではない。また、ABC粉末消火器と同時に使用（薬剤が混合）すると、直ちに人体に影響を及ぼす濃度ではないが、アンモニアガスが発生するので、消火後は直ちに換気する必要がある。
- 対応する火災
  - 普通火災
  - 油火災（噴霧ノズルを持つ物・現在の手さげ式は総て噴霧ノズルである）
  - 電気火災（噴霧ノズルを持つ物）

木や紙、綿などの一般火災には最も適当である。また、鉄道用の消火器としても広く利用されている。電気製品や精密機械に薬剤が掛かった場合は腐食や絶縁劣化の危険があるので直ちに専門家に委託して清掃する。

##### 中性強化液消火器

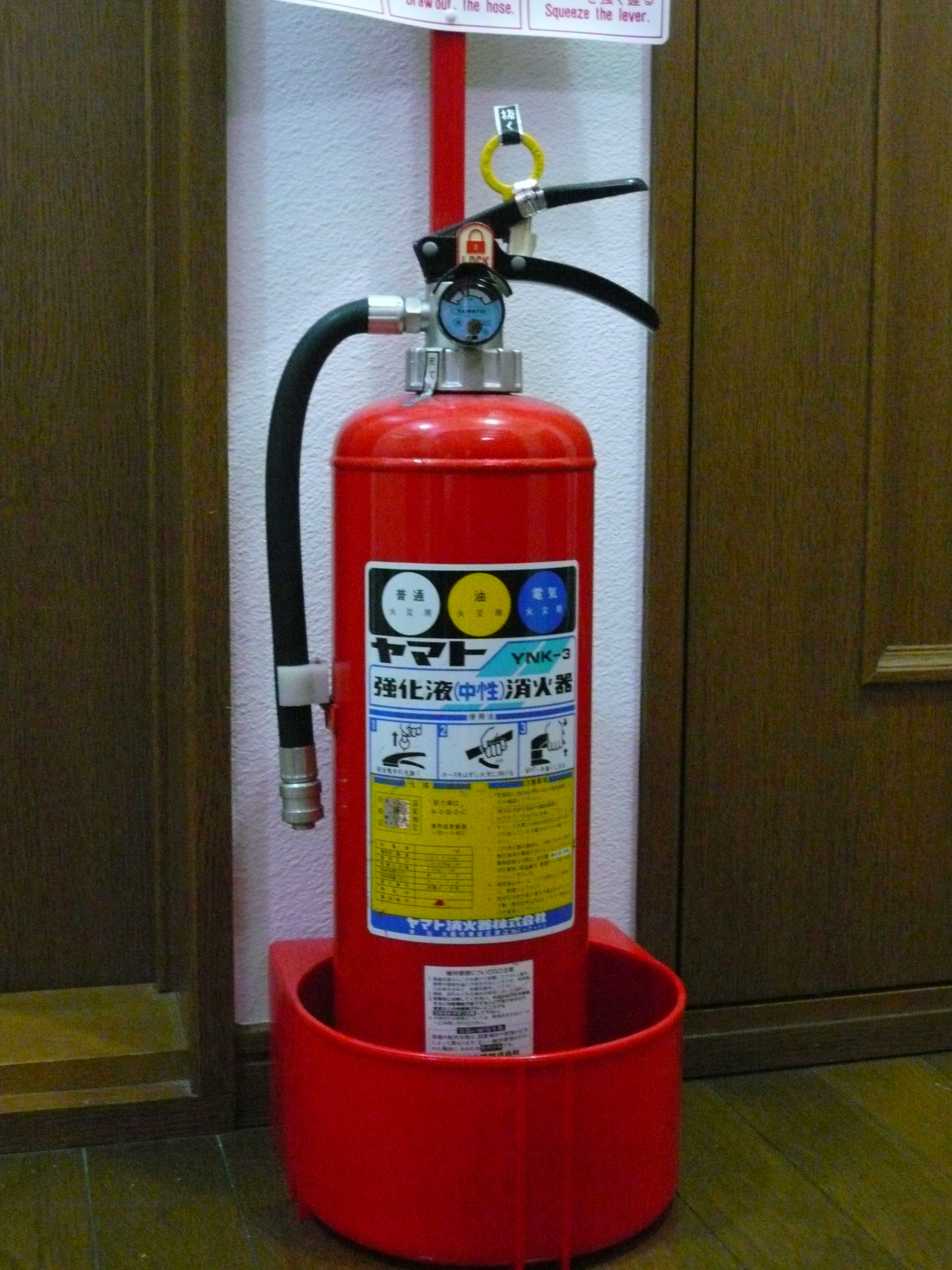
中性強化液消火器

現在販売されているものは、界面活性剤に多糖類やリン酸塩などを配合した「リン酸塩系」と、天ぷら油火災に適応した「カリ塩系」の2種ある。いずれも薬剤はpH約7の中性水溶液で、中性強化液と呼ぶ。各社とも全成分は公表していないが、強アルカリ性タイプの強化液（炭酸カリウム主剤）に比べて中性強化液は安全性・消火能力に優れている。消火の作用は冷却と抑制、窒息（リン酸塩系のみ）によるものである。従来のアルカリ性強化液と異なり、リン酸塩系中性強化液は添加された界面活性剤の泡による窒息作用により、ガソリン等の油火災にも効果を発揮する。しかし、リン酸塩系は天ぷら油火災に使用した場合、放射直後に炎が拡大し、油が飛び散るので適当ではない。止むを得ず天ぷら油火災に使用する場合は放射距離以上離れて放射する。一方、カリ塩系中性強化液は、強力な鹸化作用を有するので天ぷら油火災の消火には大変優れているが、ガソリン等の鉱物油の火災には、強アルカリタイプの強化液同様あまり効果が期待できない。これらの特徴から一般用の中性強化液はリン酸塩系、住宅用にはカリ塩系が用いられる傾向がある。どちらの中性強化液も木材や紙等の普通火災に対し、強力な浸透性と脱水炭化作用による確実な再燃防止効果があり、普通火災に優れた効力を発揮する。
これらの特徴からアルカリ性強化液消火器同様、ABC粉末消火器と併置するように指導する消防機関も多い。
- 対応する火災
  - 普通火災
  - 油火災
  - 電気火災

木や紙、綿などの一般火災には最も適当である。また、鉄道用の消火器としても広く利用されている。特に車体がアルミニウム製の車両を多数保有する鉄道会社はこの消火器を採用する傾向が強い（アルミニウムや銅を腐食させにくいため）。電気製品や精密機械に薬剤が掛かった場合は腐食や絶縁劣化の危険があるので直ちに専門家に委託して清掃する。
2010年　中性強化液消火器や機械泡消火器の一部にPFOS が含まれていたため、各社からPFOSが含まれていない消火器が発売された。

#### 化学泡消火器

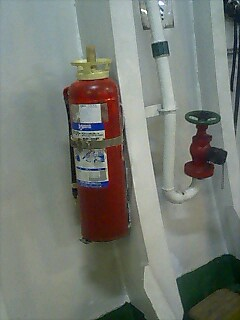
船舶用化学泡消火器

A剤（炭酸水素ナトリウム）とタンパク泡消火剤（古くはムクロジや甘草根の煮出し液を用いた）や防腐剤、B剤（硫酸アルミニウム）を溶かした水溶液を薬剤とする。A剤とB剤は消火器内で別々の筒に入れられている。使用時に消火器をひっくり返して混合・反応させると二酸化炭素が発生し、薬剤が放射する。この時副生されるコロイド状の水酸化アルミニウムは泡になるが、安定性が低いので、A剤にはタンパク泡消火剤やムクロジ等からのサポニンが混合されている。
ABC粉末消火器普及以前は最も広く用いられた。薬剤は劣化しやすいため、1年毎に詰め替える。化学反応により噴射するので、設置場所の温度の下限は+5℃である、従って戸外での設置は冬季十分に発泡しない場合がある。また、凍り易いので室内に設置すべき。
単にひっくり返すだけで噴射される「転倒式」と、使用時に内筒の封板を破ってひっくり返す「破蓋転倒式」（封板が鉛のため、破鉛転倒式という場合もある）、主に大型消火器に用いられるハンドルを回して内筒の蓋を開けてから転倒する物の3種がある。昭和50年代前半まで転倒式の需要が多かったが、転倒式は地震などで倒れたり、火災時横にして抱えるだけで噴射してしまう。
破蓋転倒式は船舶用としてもよく用いられる。
放射時間は50から60秒と長く、放射距離も9 m程度で長い。また、水系消火器の中ではA（普通）火災に対する制炎効果が高く、その鎮圧力は粉末消火器に匹敵する。これは不燃性の二酸化炭素を多く含んだ泡が、燃焼物上で気化するためと考えられる（大阪市消防局による消火能力比較実験で実証済）。
日本では大正期に製造され始めた消火器ではあるが、小型の化学泡消火器は2008年に船舶用を除き、最後まで製造していたハツタ、ヤマトプロテック両社とも製造を打ち切った。
最近では危険物取扱所、街頭設置を始め、大手印刷工場や紡績工場、放送局スタジオなどでも採用されていた。
感電の危険があるので、高電圧の電気設備には使用してはならない。電気製品や精密機械に薬剤が掛かった場合は腐食や絶縁劣化の危険があるので専門家に委託して清掃する。
消火の作用は冷却と窒息によるものである。
- 対応する火災
  - 普通火災
  - 油火災

#### 機械泡消火器

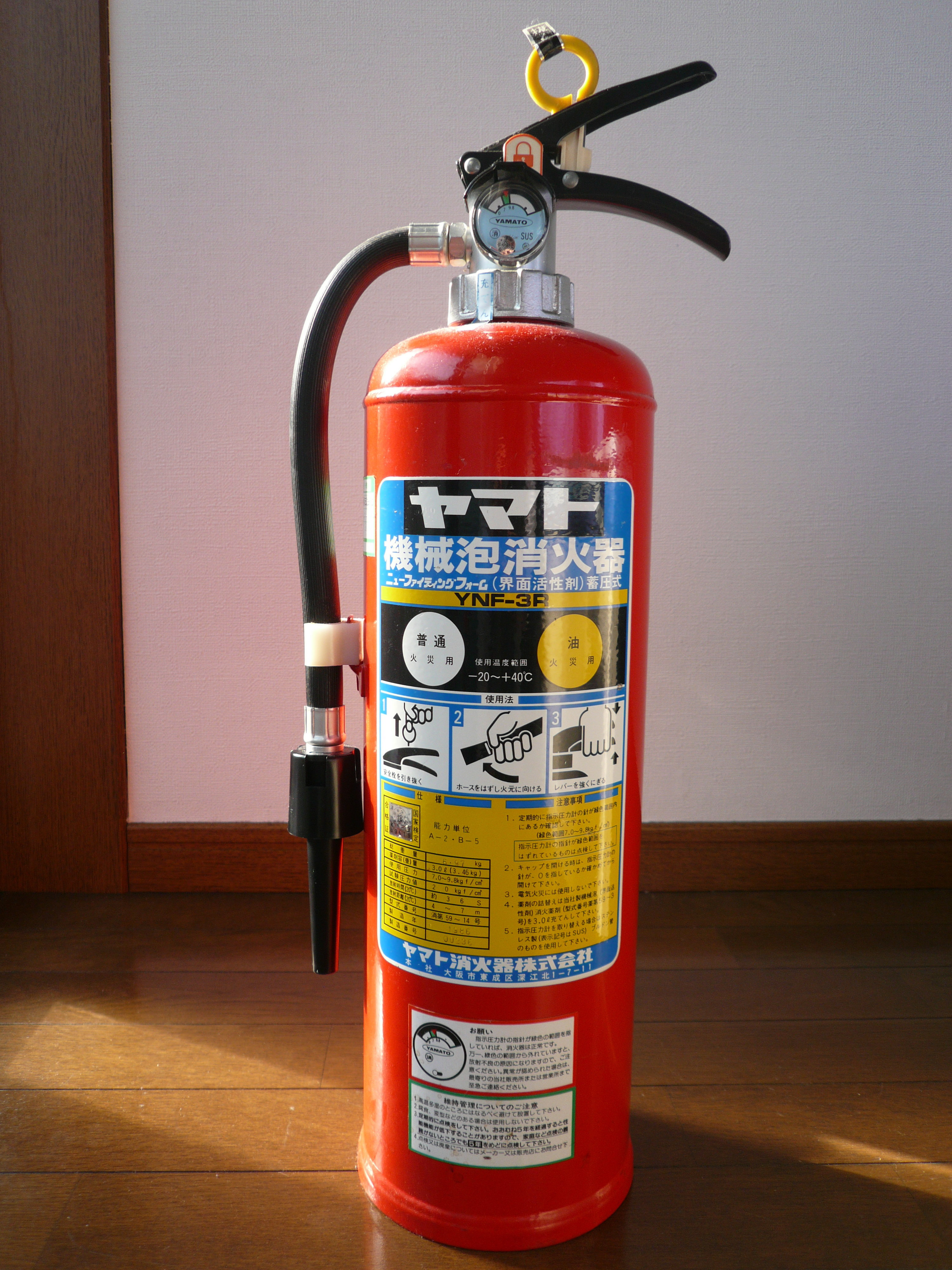
機械泡（界面活性剤）消火器

発泡しやすい泡消火薬剤の水溶液を薬剤とする。水成膜泡消火薬剤（商品名:ライトウォーター等）と、リン酸塩や浸潤剤を配合した界面活性剤泡消火薬剤（商品名:ファイティングフォーム）の2種あるが、いずれも主成分は界面活性剤である。空気を導入させる特殊な構造のノズルを用い、放射時に放射ノズルから空気を取り入れ、発泡して噴射する。
構造は蓄圧式で、ノズル以外は強化液消火器と同じ構造である。車載式には加圧式も見られる。
放射時間は20秒 - 40秒、放射距離は4 - 7 m程度である。消火作用は冷却と窒息および抑制によるものである。浸透性や再燃防止効果などに優れ、消火能力は化学泡消火器より高い。
油火災、特にガソリンや灯油の火災に対して優れた再燃防止効果で確実に消火できる。また、燃焼物に消火剤を注ぎ込むだけで消火できるので、消火器の操作に不慣れな人でも容易く消火できる。但し、油の表面を覆って消火する窒息作用を特性とするため、他の消火器と比べて消火にやや時間が掛かる。このため、制炎力の優れた粉末消火器を併用することで、速く確実な消火が期待できる。なお、天ぷら油などの動植物油の火災に使用した場合、放射直後に火炎が拡大して油が飛び散ることがあるので、燃焼物から放射距離程度離れて操作するとよい。
水成膜泡消火薬剤はガソリン等の揮発性油の表面に素早く展開し、可燃性ガスの生成を抑制することから、飛散したガソリン等へ散布し出火及び爆発を防ぐ使用法もあり、消火器としての検定品ではないが、出火防止に特化し短時間で大量の薬剤を散布する製品もある。
普通火災に対しては瞬時に火炎を抑え、優れた浸透性で再燃を防止する。また、空気を多く含んだ泡は、発生した煙を吸着する作用があるため、透視性に優れている。
このような特長から、紙や木材、綿などを多く扱う場所、ビル、デパート、地下街などに好適である。また、寺院や重要文化財などでもよく設置されている。
感電の危険があるので、高電圧の電気設備には使用してはならない。電気製品や精密機械に薬剤が掛かった場合は腐食や絶縁劣化の危険があるので専門家に委託して清掃する。
アルコールやアセトンなどの親水性可燃物は消泡作用があるので、対策を施した一部の製品を除いて消火能力がかなり落ちる。
2010年　中性強化液消火器と同じく機械泡消火器の一部にPFOS が含まれていたため、各社からPFOSが含まれていない代替品の消火器が発売された。
- 対応する火災
  - 普通火災
  - 油火災

#### 二酸化炭素消火器

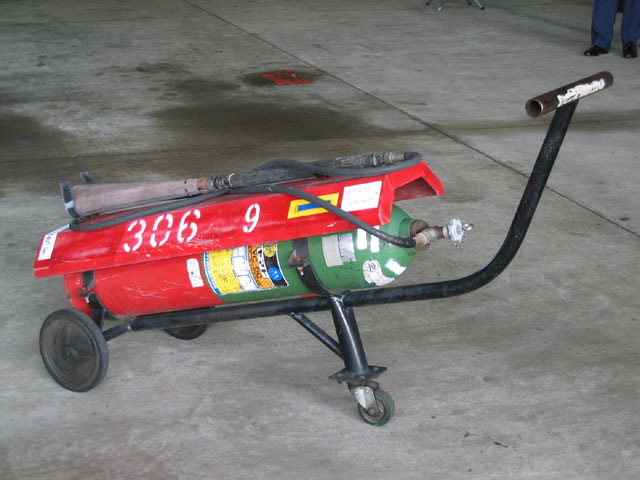
二酸化炭素消火器（車載式）

二酸化炭素（炭酸ガス）を薬剤とし、窒息作用で消火する。汚損が無く、特に電気設備、電算機、電話交換機、可燃性インクを使う印刷工場や溶剤類を扱う実験室、レース場、空港等によく用いられる。
構造は高圧で圧縮した液化二酸化炭素を薬剤として使用、自身の圧力で放射する。独特のラッパ状のホーンを持つ。放射時、ドライアイスと霧が発生する。二酸化炭素中毒のリスクがあり、地下街などには設置できない。放射時にはホースや容器（消火器本体）は極めて低温となるのでレバーやホーンの握り部分以外には触れるべきでない。
この消火器は高圧ガスが充填されているため、高圧ガス保安法の適用を受ける。高圧ガス保安法では、二酸化炭素が充填される高圧ガス容器は表面の1/2以上に緑色の塗装をすると定められているため、そのような塗装が施されている。消火器本体は、充填される二酸化炭素の高圧に耐えられるように肉厚の厚い鋼鉄製でできており、他の消火器に比べ重い。
放射時間は10数秒 - 20秒程度、放射距離は2 - 3 m程度である。
消火の作用は窒息によるものである。再燃の危険が大きいので、鎮火後は完全に消火したかどうか、注意を要する。風上から放射し、使用後は直ちに換気を図る。放射時はドライアイス（粉末状）混じりのガスが噴射されるためその温度は低いが、熱量が小さいことも相まって燃焼物を冷却するまでには至らず、粉末消火器同様、放射した二酸化炭素が風などで吹き飛ばされた場合、火種があれば直ちに再燃する危険が大きい。
- 対応する火災
  - 油火災
  - 電気火災

消火により汚損の被害が懸念される場所に好適である。とりわけ美術館や博物館での設置が多い。なお、小型の物でも6畳程度の室内で全量噴射すると中毒死の可能性がある濃度に達するため、一般家庭向きではない。また、普通火災には対応していない。据え置き式消火器の場合は、二酸化炭素ではなく、窒素ガスを採用しているものも存在している。この場合は火災個所を密閉した上で人員が退去後に外部より作動させる。

#### ハロゲン化物消火器

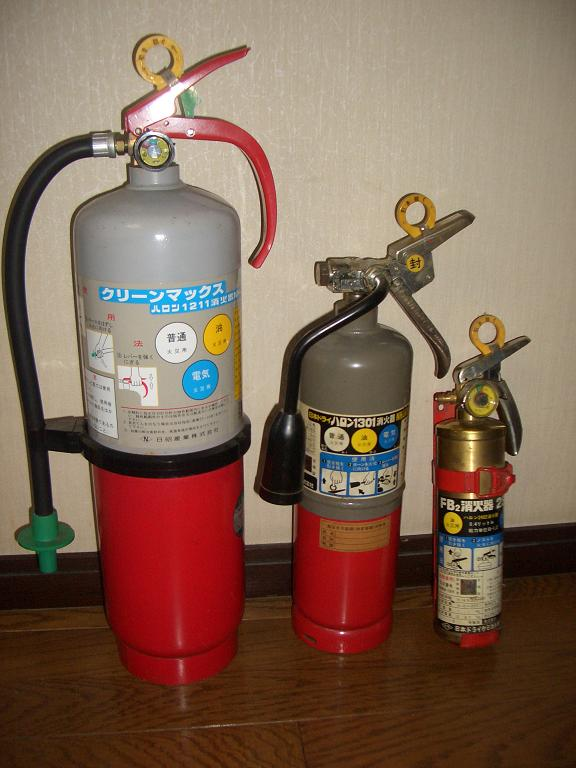
各種のハロン消火器

ハロゲン化物を用いたもの。 前項の二酸化炭素同様に汚損が無い上に二酸化炭素より消火能力が優れているため、特に電気設備、電算機、博物館、電話交換機、競技車両、軍用車両、警察車両、溶剤類を扱う実験室によく用いられていた。
薬剤はハロン2402、ハロン1211、ハロン1301が用いられる。かつては四塩化炭素や一塩化一臭化メタン（ハロン1011）があったが、その毒性のため1970年頃に製造が禁止された。

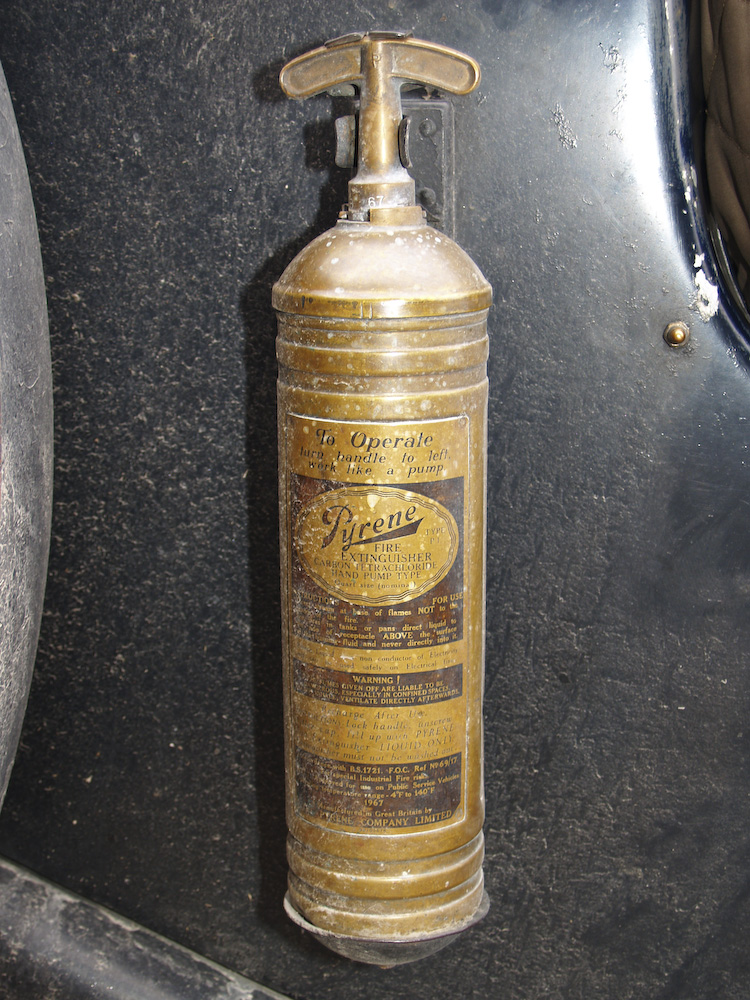
Pyrene社の手動ポンプ式四塩化炭素消火器、主に自動車用

また、他のハロゲン化物消火器も1994年1月1日からハロン規制が行われたため現在は製造されていないが、消防法上の失効を迎えていないため継続設置されている場合がある。
ハロン1211、ハロン1301は高圧ガス保安法により容器の1/2をねずみ色に塗装するように義務付けられている。ハロン1301は別名フロン13B1とも呼ばれ、大抵の容器のガス名打刻にはフロン13B1と打たれている。ハロン1301は二酸化炭素のような作動時の人体への被害が少ないため、電気機器の設置区画や屋内駐車場、図書室、旅客機のエンジンや貨物室などのような特定の区域に継続設置されている場合がある。そのため、補充や他の消火設備では対応できない部分に限り、撤去や他の消火設備に交換され不要となったハロンを回収、精製の上供給される。欧米では代替フロンを用いた消火器も製造されているが、日本国内には流通していない。
ハロゲン化物消火器は消火時にホスゲンやフッ化水素等の有毒ガスが発生するおそれがあるため、比較的毒性の少ないハロン1301以外の消火器は地階や無窓室等への設置が禁止され、消火時の注意事項が銘板に記入されている。
消火の作用は窒息と抑制作用によるものである。冷却作用が少なく再燃の危険が非常に大きいので、鎮火後は完全に消火したがどうか、注意を要する。風上から放射し、使用後は直ちに換気を図る。
- 対応する火災
  - 普通火災 （特例として比較的大きい物のみ）
  - 油火災
  - 電気火災

消火による汚損の被害が懸念される場所に好適であるが、現在は製造されていない。近年では二酸化炭素消火設備の中毒性を避けるため、窒素・アルゴンなどの不活性ガスに代替される例も見られる。

#### 粉末消火器

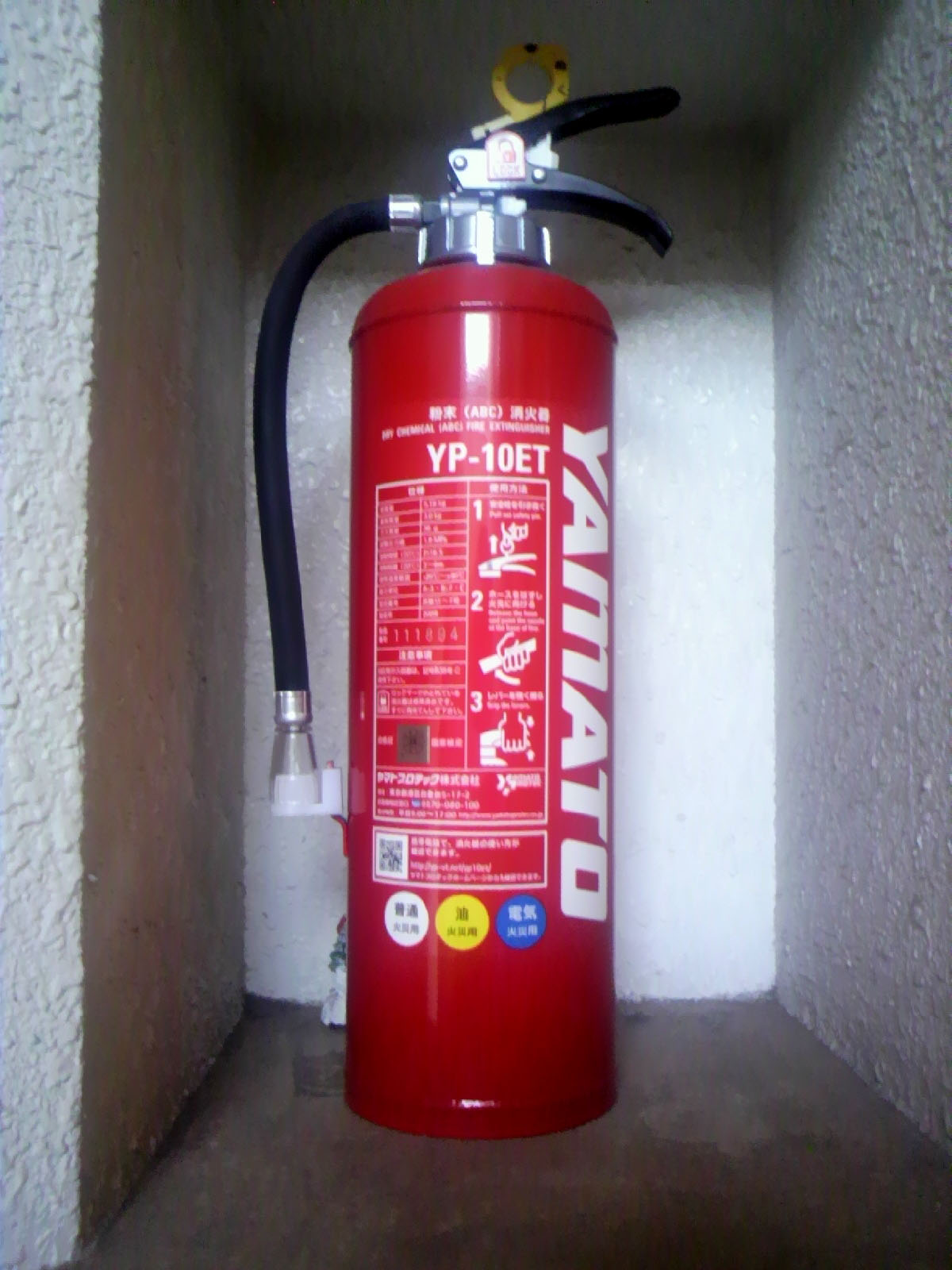
ABC粉末消火器

粉末の消火薬剤を用いたもの。現在最も普及しているのが、各種の粉末中、リン酸二水素アンモニウムを用いたABC粉末消火器である。
重曹等の粉末に消火の作用があることは古くから知られており、重曹におがくず等を混ぜたものを消火砂の代わりに準備したり、長細い筒状の容器に入れて火災時に振り撒いて消火したりしていた。日本では戦前に既に輸入され知られていたが、当時は火薬を使い拳銃のように構え、火薬の爆発によって散布する物が多かったようである。この形態では発射時、的を外してしまったら取り返しがつかないので、姿を消したようである。他方、現今の姿に近い加圧式と思われる物も輸入されたようであるが、構造が煩瑣で国産化は遅れようやく1952年に国産化した。
古くは消火の作用は炭酸水素ナトリウムが火炎により熱分解し二酸化炭素が発生し窒息消火するのではないかと考えられていたが、現今では殆ど否定されており、抑制作用こそが消火作用の実態であるとの認識が一般的である。
薬剤には以下の4種類があり、区別のために着色されている。
- Na（炭酸水素ナトリウム）白色 - 薄青色
- ABC（リン酸アンモニウム）淡紅色の着色義務がある。
- K（炭酸水素カリウム）着色義務は無いが紫色に着色されている場合が多い。
- KU（炭酸水素カリウムと尿素の反応生成物）ねずみ色である。

油火災への消火能力は下へ行くほど強力であるが、特殊な理由が無い限り消火器用としてはABC粉末が最も広く普及している。
構造としては使用時に容器に圧力が掛かるガス加圧式の物と、常時圧力が掛かっている蓄圧式の物がある。加圧式はその構造上、使用時に急激に容器に圧力が掛かるため、容器やキャップが腐食した物は破裂事故を招く。
消火の作用は主に抑制作用によるものである。抑制作用は他の消火薬剤より最も強力で、これを応用して高速爆発抑制剤散布装置など、ガス爆発や粉塵爆発を瞬時に止める装置・用途もある。
放射時間は10数秒から30秒程度でかなり短く、放射距離も3 - 7 m程度である。
冷却作用が無く再燃の危険が非常に大きいので、鎮火後は完全に消火したかどうか、注意を要する。
消火方法は、放射された粉末が空中に舞っている状態で、火元を粉末で覆うようにすると消火しやすい。放射時間が短いのは短時間に大量の粉末を放射する方が効果的であるためでもある。
火炎を急激に減衰させる点では非常に効果的な消火器であり、最も普及しており、ガソリン・ガス燃料の火災には非常に好適であるが、放射が止まると一部でも火種があればまた元通りに炎上してしまう。使う人により十分に能力を発揮できない場合も多い。また、屋内では視界が悪くなり、狙った火元以外にも薬剤が掛かるので汚損が甚だしい。一見能力単位が大きく軽量強力に見える消火器であるが、このような制約も多い。そのため、強化液消火器や泡消火器と併置するのが理想的で、消防機関でも併置を指導する場合が多い。
- 対応する火災
  - 普通火災 （ABCのみ）
  - 油火災
  - 電気火災

ABC粉末は電気製品や精密機械に薬剤が掛かると、長時間のうちに空気中の水分を含み、金属を錆びさせたり、絶縁劣化する場合があるので、専門家に委託して清掃する。消火後、直ちに粉末を吹き飛ばしたり掃除機で吸い取ったりすれば強化液や泡消火器より危険は少ない。
加圧式粉末消火器は広く普及しているため、錆で破裂の危険があるものが散見され、実際死亡事故を含む大きな事故が発生している。決して放置したり練習用などとせず、消防設備業者に回収を依頼するべきである。
ABC粉末薬剤は熱により分解し、僅かではあるがアンモニアガスを発生させる。

#### 金属火災用粉末消火器
厳密には消火器として区分されないが、メーカーによっては「消火器」の一部として、金属火災用消火器具や放射器の名称で製造・販売しているものもある。消防法により規定された建物に設置した場合、消火器として区分される場合もある。
成分は、一般的な粉末消火器に、炭酸リチウムやケイ素の混合となっている。
- 対応する火災
  - ナトリウム
  - タングステン
  - リチウム他

#### 太陽光パネル遮光剤放射器
太陽光パネルは光が当たる限り発電し続け火災や感電の原因になるので、インクを吹きかけ遮光することで消火する。
遮光シートを上からかぶせる方法も有る。

### 薬剤の放射方式による分類

#### 蓄圧式消火器

蓄圧式消火器の原理。予め内圧（緑）がかけられており、レバーを握る（青）ことで内圧により薬剤が放出される。

消火器内部に高圧の空気、窒素ガス、ヘリウムガスを充填したもの。薬剤は常時加圧されていて、レバー操作により圧力を利用して放射する。内部圧力を示す指示圧力計（ゲージ）の取付が義務付けられている。現在国内では水消火器、強化液消火器、機械泡消火器、粉末消火器の一部がこの方式を採用している。二酸化炭素消火器など消火薬剤そのものが圧力を持つ場合もあり、こちらは「自圧式」とも呼ばれる。

#### ガス加圧式消火器

ガス加圧式の原理。加圧用ガスを放出する機構（イラストの場合ボタン）があり、押すことで圧力（緑）がかかり薬剤が放出される。

ガス加圧式は、現在国内では粉末消火器のみに用いられる。平常時は容器本体に内圧がかからず、レバーを操作するとカッターにより炭酸ガスまたは窒素ガスが充てんされた加圧用ガス容器の封板が破れガスが噴出し、容器に充てんされた薬剤が攪拌された後ガスとともに放射される。ガス加圧式粉末消火器にはレバーにバルブ機構を備え手を離すと噴出が止まる「開閉バルブ式」、一旦レバーを握ると全量が放出される「開放式」の2種類がある。外観から使用済みかどうか判断するのが困難なため、ガス加圧式粉末消火器には未使用であることを表示する装置が装着されている。一般的に消火器の耐用年数は8年といわれるが、屋外などに設置されているものなど、耐用年数以内でも容器に腐食がみられる消火器や、大幅に耐用年数を過ぎている消火器は破裂のおそれがあるため、使用しないことが望ましい。

##### ストップ機能
安価な加圧式粉末消火器の多くは、噴射を開始すると消火器内部の加圧ガス圧力が大気圧と同じになるまで低下しないと、噴射を止めることができない。このため、誤放射時の被害が大きくなったり、火災時に適切に燃焼部分に掛けられないまま噴射が終わって再燃したりするという問題がある。通常の蓄圧式の製品と、一部の加圧式の製品にはストップ機能が備わっており、レバーを握るのを止めると放射を停止することができる。
ただし、ストップ機能は使いかけの消火器を長期保存するためのものではなく、火災時に最適な消火行動が行えるようにするためのものであり、噴射力の維持には期待しない方がよい。特に粉末式消火器の場合、一度噴射をするとストップ機能により停止をしても停止弁に粉末薬剤が噛んでしまうため、完全に密封ができず、長時間経つと内部のガスがなくなってしまう。強化液消火器の場合も、あまり確実に長期間の保存はできないとされている。二酸化炭素消火器の場合は、構造上噴射を停止すれば特に弁に異物が挟まらずに元通りに密閉できるはずであるが、メーカーのカタログでは強化液消火器と同様にストップ機能使用後にはガスが漏れる可能性があるとしている。いずれにせよ、粉末・強化液消火器は少量しか使用しなかった場合でも詰め替え・買い替えをするのが望ましい（特に加圧式のものは圧力計がないので、そのまま保管しても加圧ガスが漏洩して内圧が低下し、使用不能になっていても認知できないので危険である）。

#### 反応式
薬剤の化学反応を利用して放射する。現在国内では化学泡消火器のみ。かつては酸アルカリ消火器、強化液消火器などがこの方式を用いていた。

### 形態による分類

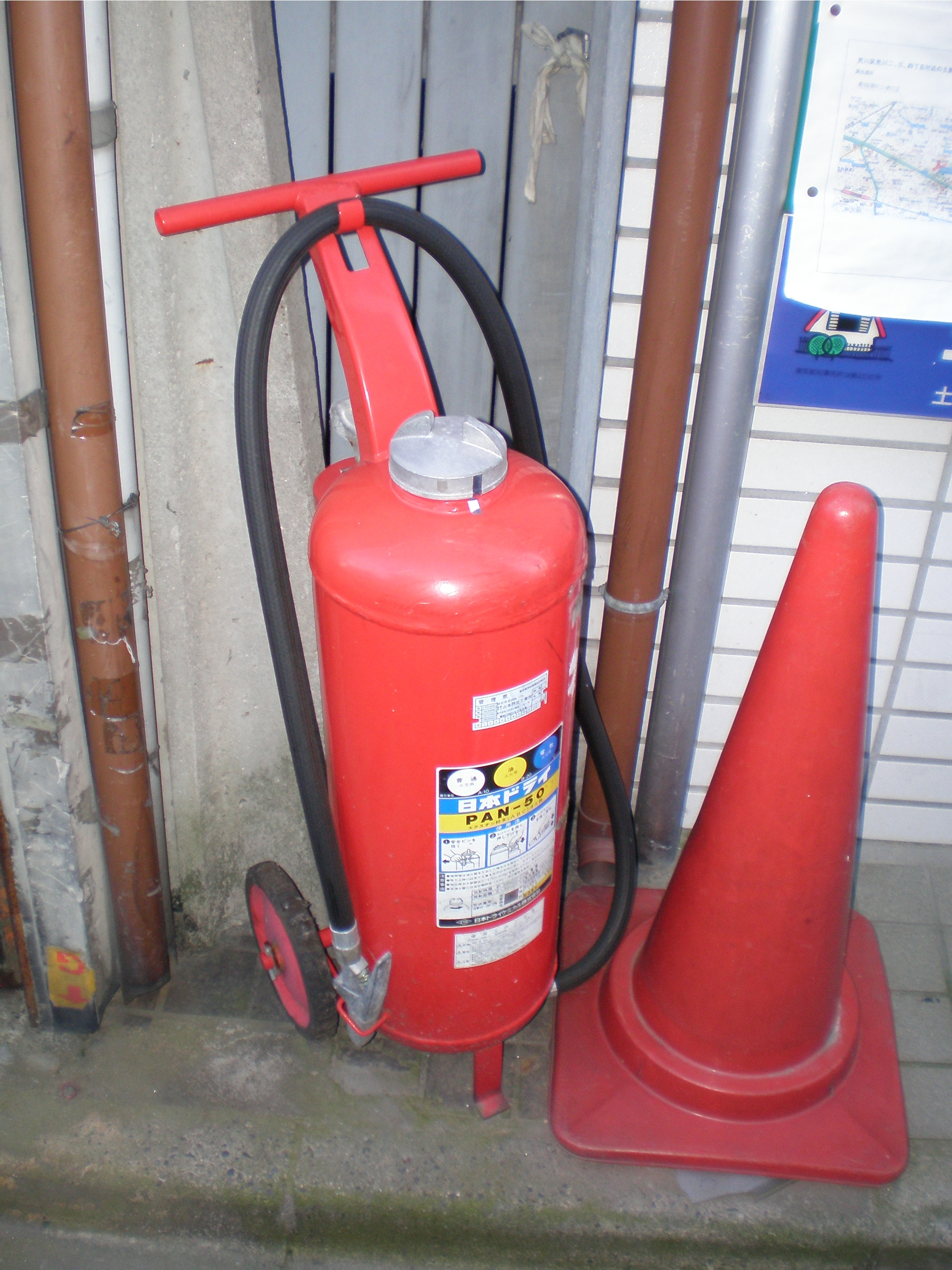
車載式消火器

火災時火元まで運ばなくてはならないので、総重量により規制がある。
手さげ式消火器
手に持って使用する消火器。建物内部に備え付けてあるのはこのタイプが多い。
据置式消火器
消火栓のようにあらかじめ据え置いてある消火器。ホースを伸ばして使用する。
背負式消火器
背負って使用する消火器。
車載式消火器
車輪と人力けん引するためのハンドルを備えた消火器。大型消火器は総てこの形態である。